# Octaaf Verboven
Octaaf Maria Lodewijk Verboven (Westerlo, 30 december 1912 - 10 juli 1990) was een Belgisch politicus voor de CVP.

## Levensloop
Verboven was van 1930 tot 1940 actief bij de Katholieke Arbeidersjeugd, onder meer als gewestleider. Hij trouwde in 1941 en stichtte een gezin dat twaalf kinderen telde.
Na de Tweede Wereldoorlog werd hij lid van de KWB, het ACW en de CVP. Hij stapte in de gemeentepolitiek in Westerlo en werd in 1946 verkozen tot gemeenteraadslid. In 1947 werd hij schepen en onmiddellijk daarop burgemeester, een mandaat dat hij bekleedde tot in 1965.
In 1946 werd hij verkozen tot volksvertegenwoordiger voor het arrondissement Antwerpen en vervulde dit mandaat tot in 1965. Hij was vervolgens tot in 1971 provinciaal senator.